# Insalata pantesca
L'insalata pantesca è un piatto tipico dell'isola di Pantelleria.

## Ricetta
Viene preparato con patate bollite, pomodori e cipolla rossa, condite con olive denocciolate, capperi di Pantelleria, origano e olio d'oliva. Di norma è accompagnata da sgombro sott'olio, ma anche da formaggi freschi tipici come la tumma o da uovo sodo a pezzetti. Anticamente, al posto dello sgombro veniva utilizzato pesce secco arrostito.